# Marcia della morte di Bataan

Il percorso della marcia della morte. La parte da San Fernando a Capas si svolse su strada ferrata.

La marcia della morte di Bataan (in tagalog: Martsa ng Kamatayan; in giapponese: バターン死の行進?, Batān shi no kōshin) è il nome con cui è conosciuto il trasferimento forzato, operato dall'esercito imperiale giapponese, di circa 75.000-80.000 prigionieri di guerra filippini e statunitensi in seguito alla fine della battaglia di Bataan, il 9 aprile 1942, durante la campagna delle Filippine.

## I piani giapponesi
Il comando della Quattordicesima Armata giapponese aveva pianificato di spostare i prigionieri americani e filippini arresisi a Bataan, sia per ragioni logistiche che operative, in ordine all'assedio finale a Corregidor. Tuttavia i piani erano basati su parecchi assunti errati. I giapponesi pensavano infatti che la resistenza di Bataan si sarebbe protratta ancora di un mese circa e che i prigionieri sarebbero stati circa 25.000 (a fronte di una forza di attacco di 81.000 giapponesi). Causa la carenza di veicoli e la mancanza di linee ferroviarie, il mezzo principale sarebbe stato la marcia a piedi, ma i giapponesi si basarono sulla distanza percorribile dalle unità nipponiche, circa 40 chilometri al giorno, mentre le unità americane erano in grado di percorrere 25–30 km al giorno in condizioni ottimali. Le condizioni di salute dei prigionieri peraltro erano molto lontane dall'essere buone, causa dissenteria, malaria e malnutrizione, e i giapponesi, Hideki Tojo compreso, ne erano informati.

## La marcia

### Il raduno dei prigionieri a Balanga
La prima fase consistette in una concentrazione a Balanga, distante 8 chilometri dal campo di battaglia e scelta perché situata centralmente e a meno di 25 miglia dai singoli punti di raccolta dei prigionieri. I giapponesi, in difficoltà dal punto di vista logistico, pensavano così di effettuare la concentrazione in un solo giorno ed evitare di dover predisporre punti di rifornimento intermedi di cibo ed acqua. Tuttavia la resa avvenne in forma disorganizzata e alcuni reparti di uno dei due corpi in cui erano divise le truppe filippino-statunitensi continuarono a combattere nella zona occidentale di Bataan fino all'11 aprile. Già al momento della resa, effettuata spesso a piccoli gruppi, alcuni reparti giapponesi commisero delle atrocità, come la fucilazione sommaria di 350-400 filippini della 91ª Divisione.
La fase della concentrazione fu un assaggio di quanto sarebbe successo. La marcia verso nord iniziò il 9 e la testa delle colonne raggiunse Balanga verso le 14 dell'11 aprile. Sulla strada si contarono già delle vittime, tra i soggetti deboli o feriti, anche per la mancanza d'acqua e il caldo cocente. Le poche sentinelle giapponesi non si fecero scrupolo di trattare duramente, fino a colpire a baionettate, chi rimaneva indietro.
A Balanga i giapponesi avevano predisposto un ospedale da campo, ma le sue dimensioni erano insufficienti e le scorte di medicinali minime. L'assistenza medica fu effettuata in proprio dal personale statunitense, Francesco Arfuso, un militare di origini calabresi (di Bagnara Calabra), salvò parecchi soldati, in assoluta carenza di mezzi. Il cibo e l'acqua distribuiti erano scadenti e la sosta a Balanga si protrasse ben oltre quanto pianificato inizialmente.

### Da Balanga al campo di prigionia

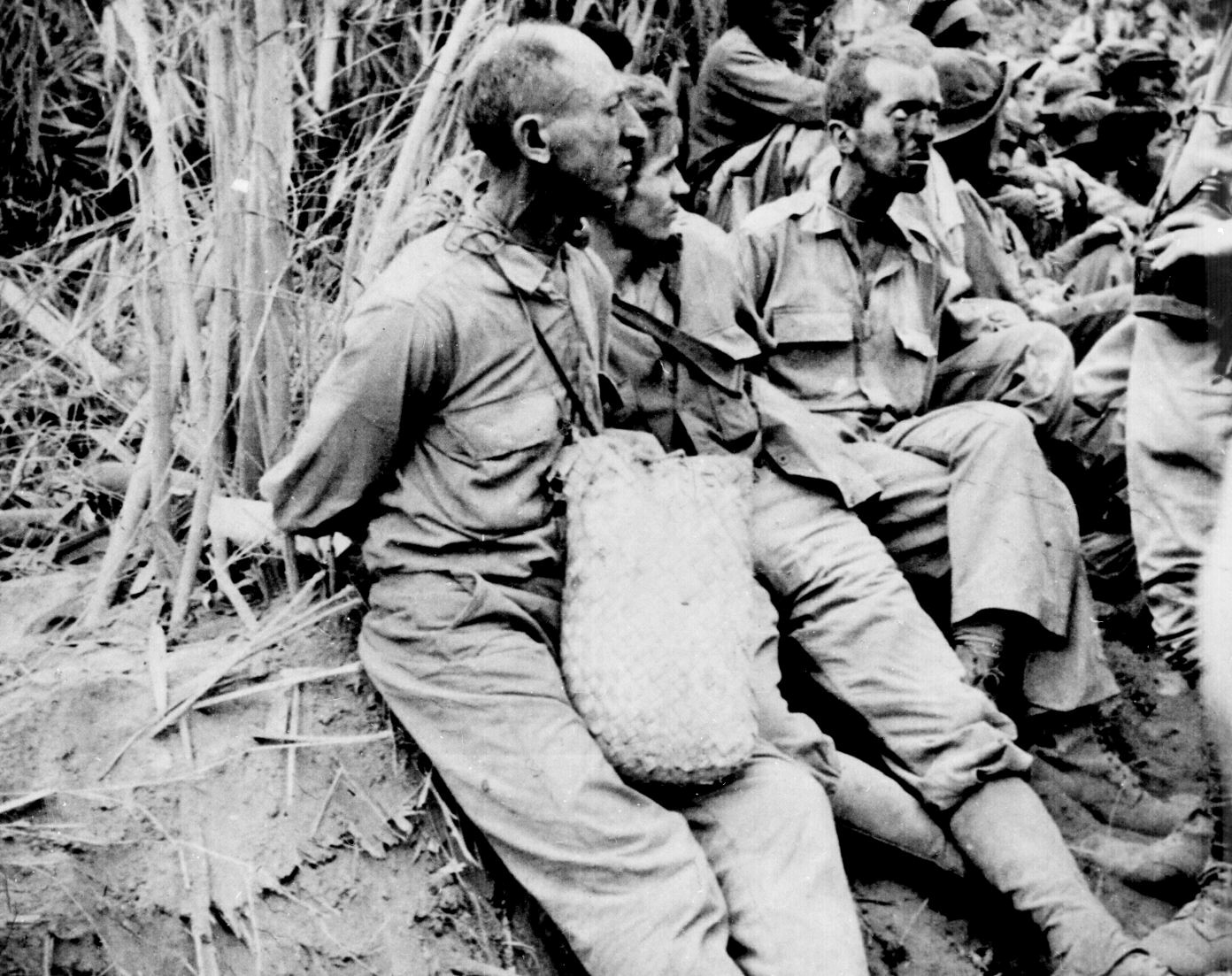
Prigionieri americani, con le mani legate dietro la schiena, durante la marcia della morte.

La seconda fase prevedeva uno spostamento di circa 50 km verso nord fino alla città di San Fernando, che si trovava su una linea ferroviaria, ed era affidata al generale Yoshikata Kawane. Qualche migliaio di prigionieri fu trasportato con i camion disponibili, ma la maggior parte effettuò lo spostamento a piedi, in gruppi di un centinaio, mentre le guardie giapponesi spesso utilizzavano biciclette o cavalli. Lungo il percorso erano stati predisposti due punti intermedi di sosta: Orani, posta a circa 13 km da Balanga, e Lubao, sita a 24 km da Orani. La sosta a Orani fu prolungata rispetto alla sola notte prevista.
Il cibo era scarsissimo (al massimo una tazza di riso al giorno), mentre le condizioni igieniche del recinto in cui erano rinchiusi i prigionieri pessime. A Lubao i prigionieri furono rinchiusi in un soffocante magazzino abbandonato, senza latrine e con un unico punto di rifornimento idrico. Anche qui il razionamento di cibo era ai minimi termini. I giapponesi permisero a civili filippini di fornire del cibo aggiuntivo, ma il trattamento dei prigionieri rimase brutale. Il soggiorno fu prolungato a diversi giorni per i feriti.
Il tratto successivo fino a San Fernando, di circa 13 km, per molti fu il più duro. Coloro che rimanevano indietro venivano uccisi a baionettate o fucilate. A San Fernando i prigionieri vennero raggruppati in campi improvvisati sfruttando le costruzioni principali della cittadina. Qui la fornitura di cibo ed acqua migliorò e alcuni fortunati ricevettero le cure della Croce Rossa filippina.
Per il tragitto in treno fino a Capas i prigionieri furono stipati in numero di circa 100 per ogni vagone sigillato, senz'aria e servizi igienici per ore. Il tragitto finale di circa 15 km verso la destinazione definitiva, Camp O'Donnell, fu compiuto a piedi. In tutto il trasferimento richiese circa tre settimane, ma ancora alla fine di maggio alcuni gruppi di prigionieri si trovavano sul percorso.

## Stima delle vittime
Durante la marcia, grazie al numero ridotto di guardie, diverse migliaia di filippini e centinaia di americani riuscirono a scappare nella giungla e contribuirono al nucleo di resistenza all'invasione giapponese che si instaurò nell'interno. Dopo la resa del 9 aprile la resistenza continuò in alcune sacche. Giunti a Camp O'Donnell i prigionieri continuavano a morire a decine al giorno per dissenteria, esiti di ferite e malattie, complici le dure condizioni di detenzione; i giapponesi li seppellivano in fosse comuni create con bulldozer. Tutto ciò rende difficile un computo preciso delle vittime. Degli 11.976 soldati americani e 66.304 filippini presenti a Bataan al momento della resa, si stima che nella marcia ne morirono rispettivamente 650 e tra i 5 e 10.000.
Vi contribuirono la durezza della marcia, le condizioni di salute di molti prigionieri, peggiorate dalla carenza di cibo ed acqua (in particolare si diffuse la dissenteria), nonché la brutalità dei giapponesi. Ad esempio il generale Lough, caduto in ginocchio per la stanchezza, fu bastonato senza riguardo per età e grado. La crudeltà del trattamento dei prigionieri, oltre che alla disorganizzazione, era dovuta al codice etico del soldato giapponese, abituato a subire egli stesso castighi corporali, che considerava la resa disonorevole e perciò i prigionieri indegni di essere trattati come esseri umani. Nei campi di prigionia giapponesi della seconda guerra mondiale il tasso di morte dei prigionieri fu 30 volte superiore quello dei campi tedeschi.

## Il processo a Honma
Nel 1946 un tribunale militare statunitense nelle Filippine considerò l'evento un crimine di guerra e giudicò responsabile il comandante delle forze di invasione giapponesi nelle Filippine Masaharu Honma: nonostante non ci fossero prove che fosse stato lui ad aver ordinato le violenze, fu comunque condannato per non essere stato in grado di impedirle, così come gli fu attribuita la responsabilità di aver approvato un piano di trasferimento dei prigionieri vistosamente inadeguato. Condannato a morte, fu fucilato il 3 aprile.